# Groppazzolo
Groppazzolo (Grupasö in dialetto locale gropallino, ligure e in dialetto piacentino), è una località del comune italiano di Farini nell'alta val Nure, in provincia di Piacenza, prossima alla frazione di Groppallo, alla cui parrocchia appartiene.
Lo scrittore e giornalista italo-francese Mario Morisi è originario, da parte di padre, di Groppazzolo.

## Geografia fisica
Il borgo di Groppazzolo si sviluppa su di uno sperone di roccia ofiolitica dove, in epoca medioevale, sorgeva un castello di proprietà della famiglia Rossi Scrivani.
La stessa famiglia è stata altresì proprietaria dell'oratorio, dedicato prima a san Siro e, poi, dal XVI secolo, a seguito della sua ristrutturazione, a santa Maria Maddalena.

## Storia
L’origine del toponimo è latina, “groppo”, con il significato di “rilievo tondenggiante” in riferimento allo sperone di roccia ofiolitica dove sorge il villaggio.
Groppazzolo fu al centro di cruente lotte fazionarie che coinvolsero tutta la media e alta val Nure tra il XV ed il XVI secolo, con scontri sanguinosi tra la famiglia Nicelli e la famiglia Rossi Scribani che risiedeva proprio in questo villaggio.
La stessa famiglia Rossi Scribani fece qui edificare, nel XVI secolo, l’oratorio prima dedicato a san Siro e poi, a seguito della visita pastorale del 1691, a santa Maria Maddalena; questo sacello, è l’unico dell’area groppallina ad avere la torre campanaria, escludendo la torre di sant’Antonino situata nella località Selva di sotto.
Con l'istituzione dei comuni, divenne, insieme a tutta la zona groppallina, parte del comune di Borgo San Bernardino, comune che, aggregato con quello di San Giovanni, avrebbe successivamente dato origine a Bettola. Nel 1867, con il regio decreto 4066, pubblicato in gazzetta ufficiale il 17 novembre, su impulso di alcune famiglie, in particolare, di Giuseppe Zanellotti di Cogno S. Savino, che sarebbe in seguito ne sarebbe diventato il primo sindaco, e di don Luigi Galli, arciprete di Groppallo, venne costituito il nuovo comune di Farini d'Olmo di cui tutta la zona di Groppallo entra a far parte.

## Infrastrutture e trasporti
Groppazzolo dista 6,7 km da Farini ed è raggiungibile tramite una strada comunale che si dirama dalla strada statale 654 di Val Nure nei pressi della località Casa Motore.